# Сліпий (новела)
«Сліпи́й» (фр. L'Aveugle) — новела французького письменника Гі де Мопассана, видана в 1882 році. Сюжет твору розповідає про трагічне життя і смерть сліпого, зневаженого найближчими родичами і односельцями.

## Історія
Вперше ця новела була надрукована в газеті «Le Gaulois» 31 березня 1882 року. Пізніше Гі де Мопассан включив цей твір до збірки «Дядько Мілон», що побачила світ у 1899 році. Український переклад «Сліпого» здійснив Максим Рильський. В його перекладі новелу опублікували у видавництві «Дніпро» двічі: у восьмитомному зібранні творів Гі де Мопассана (1969—1972) і двотомному виданні вибраних творів письменника (1990).

## Сюжет
Він був сліпим від народження, «а на селі, хто не корисний, той і шкідливий», тому навіть рідна мати ніколи не пестила його. Після смерті батьків шуряк забрав його до себе… разом зі спадком. Давали сліпцю ріденьку юшку та на втіху сусідам і гостям знущались з нього як могли: то собаку чи кішку до тарілки підпустять, а то фекалії до страви кинуть. Він ніколи не озивався, та родичам і така покора остогидла. Вони змусили його жебрати по дорогах, доки одного разу старий не заблукав і не замерз. Після тижня удаваного неспокою і марних пошуків родина заспокоїлась. А навесні розшукати загиблого допомогли круки.

## Аналіз твору
Ця новела Гі де Мопассана написана в особливому стилі: оповідь ведеться від третьої особи, а ім'я головного героя не згадується навіть побіжно. Цей художній прийом письменник застосував для того, щоби «знеособити» каліку і передати читачеві відчуття абсолютної самотності, непотрібності, непомітності, що оточували сліпого протягом усього життя. Безіменними залишаються й родичі та односельці загиблого, але вже з іншої причини — ці люди не гідні навіть згадки після смерті. Бувши за життя духовними нікчемами, вони щезнуть так само, як і їхня беззахисна жертва.
Хоча сюжет новели вигаданий, він не далекий від реальності. Випадки жорстокого і безцільного глузування над каліками (подекуди з елементами катування) відомі здавна як у Західній Європі, так і в Україні зокрема. В давнину в Західній Європі існувала практика показів інвалідів за гроші (так звані цирки потвор), що нагадувала розваги родичів сліпця у присутності гостей. У XXI столітті знущання над людьми з обмеженими можливостями, особливо розумово неповноцінними, інколи фіксують у сиротинцях країн Східної Європи.